# Estate 2016
Estate 2016 è un singolo di Paolo Vallesi pubblicato il 27 giugno 2016.

## Descrizione
Il singolo Estate 2016 è prodotto da Pietro Stefanini per la Belive Digital. È stato presentato in anteprima il 3 giugno 2016 su Rai 1 durante il programma Con il cuore - Nel nome di Francesco condotto da Carlo Conti.

## Video musicale
Il video musicale è stato pubblicato in anteprima il 25 giugno 2016. La regia è di Marco Salom e la protagonista del video è Mercédesz Henger.

## Tracce
1. Estate 2016 – 3:56 (Francesco Sighieri, Paolo Vallesi, Pietro Stefanini)